# Сан Винченцо-Черкијара (Кјети)
Сан Винченцо-Черкијара (итал. San Vincenzo-Cerchiara) је насеље у Италији у округу Кјети, региону Абруцо.
Према процени из 2011. у насељу је живело 483 становника. Насеље се налази на надморској висини од 391 м.